# Milaan-San Remo 1910
Milaan-San Remo 1910 is een wielerwedstrijd die op 3 april 1910 werd gehouden in Italië. Het parcours van deze editie was 289,3 km lang.
De weersomstandigheden waren verschrikkelijk bij de wedstrijd.  Extreme koude en sneeuwlagen tot 30 centimeter dik karakteriseerden deze editie. Van de 63 deelnemers haalden er slechts 4 de aankomst. De Fransman Eugène Christophe finishte in 12 uur en 24 minuten, Giovanni Cocchi volgde op meer dan een uur, Giovanni Marchese op 1u 17' en Enrico Sala op 2u 6'.
Cyriel Van Hauwaert gaf in die wedstrijd op rond de Passo del Turchino nadat hij al 10 minuten alleen aan de leiding had gereden. Hij was letterlijk bevroren.

## Deelnemersveld
Er kwamen 63 wielrenners aan de start, waarvan er slechts 4 de finish bereikten.
| Deelnemende teams | Deelnemende teams |
| ----------------- | ----------------- |
| Alcyon-Dunlop     | Senior-Polack     |
| OTAV-Pirelli      |                   |

## Uitslag
| Milaan-San Remo 1910 |                   |               |           |
| Plaats               | Naam              | Ploeg         | tijd      |
| Winnaar              | Eugène Christophe | Alcyon-Dunlop | 12u24'00" |
| 2                    | Giovanni Cocchi   | OTAV-Pirelli  | +1u01'00" |
| 3                    | Giovanni Marchese | OTAV-Pirelli  | +1u17'00" |
| 4                    | Enrico Sala       | Senior-Polack | +2u06'00" |

1907 · 1908 · 1909 · 1910 · 1911 · 1912 · 1913 · 1914 · 1915 · 1916 · 1917 · 1918 · 1919 · 1920 · 1921 · 1922 · 1923 · 1924 · 1925 · 1926 · 1927 · 1928 · 1929 · 1930 · 1931 · 1932 · 1933 · 1934 · 1935 · 1936 · 1937 · 1938 · 1939 · 1940 · 1941 · 1942 · 1943 · 1944 · 1945 · 1946 · 1947 · 1948 · 1949 · 1950 · 1951 · 1952 · 1953 · 1954 · 1955 · 1956 · 1957 · 1958 · 1959 · 1960 · 1961 · 1962 · 1963 · 1964 · 1965 · 1966 · 1967 · 1968 · 1969 · 1970 · 1971 · 1972 · 1973 · 1974 · 1975 · 1976 · 1977 · 1978 · 1979 · 1980 · 1981 · 1982 · 1983 · 1984 · 1985 · 1986 · 1987 · 1988 · 1989 · 1990 · 1991 · 1992 · 1993 · 1994 · 1995 · 1996 · 1997 · 1998 · 1999 · 2000 · 2001 · 2002 · 2003 · 2004 · 2005 · 2006 · 2007 · 2008 · 2009 · 2010 · 2011 · 2012 · 2013 · 2014 · 2015 · 2016 · 2017 · 2018 · 2019 · 2020 · 2021 · 2022 · 2023 · 2024 · 2025
Lijst van beklimmingen